# Sacré-Cœur de Jésus
Pour la municipalité canadienne, voir Sacré-Cœur-de-Jésus.
« Sacré-Cœur » redirige ici. Pour les autres significations, voir Sacré-Cœur (homonymie).

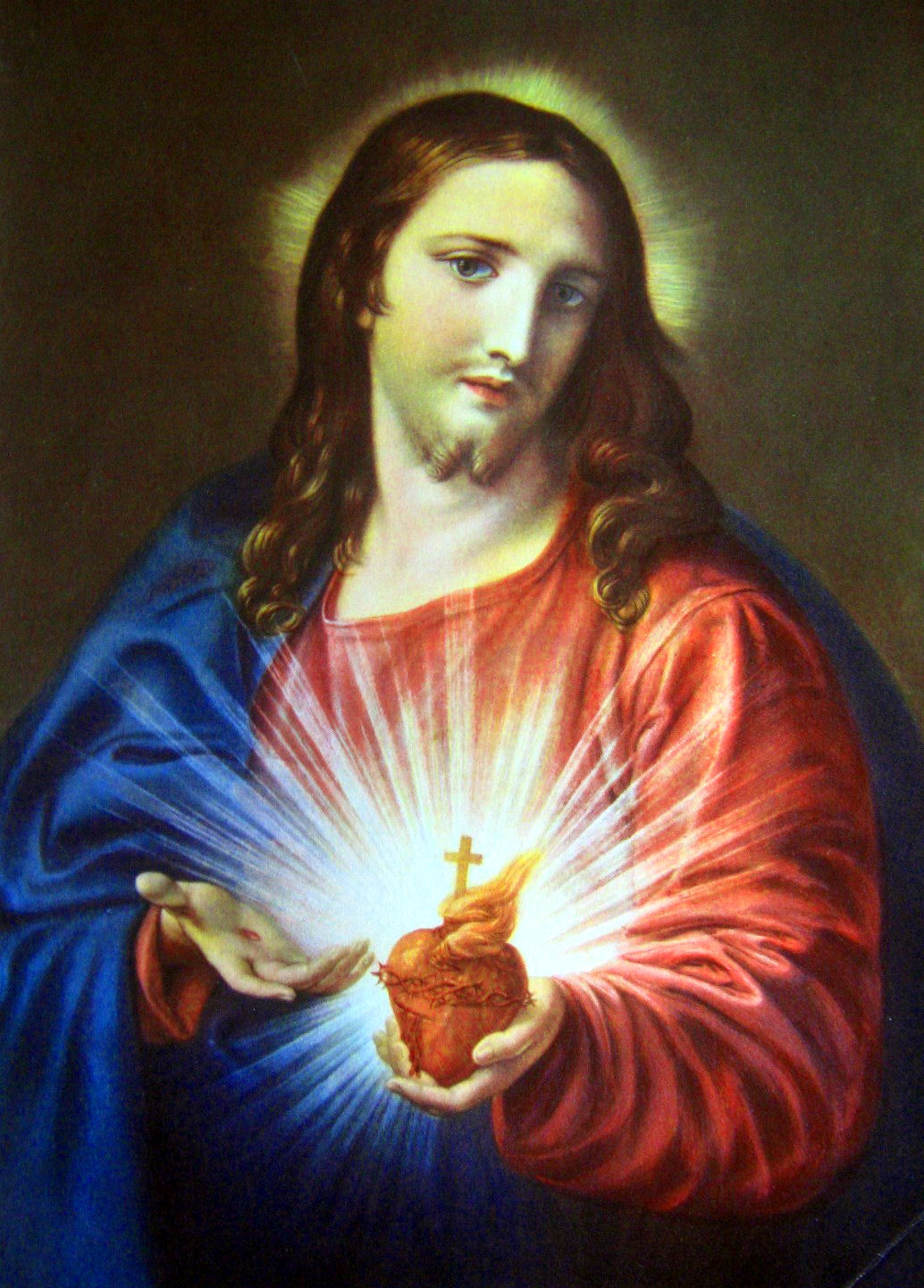
L'image traditionnelle du Sacré-Cœur de Jésus, par Pompeo Batoni (1767), en l'église du Gesù de Rome.

Le Sacré-Cœur est une dévotion au cœur de Jésus-Christ, en tant que symbole de l'amour divin par lequel Dieu a pris la nature humaine et a donné sa vie pour les hommes,. Cette dévotion est particulièrement présente au sein de l'Église catholique  ainsi que, à moindre échelle, dans l'Église anglicane et dans certaines Églises luthériennes. Elle met l'accent sur les concepts d'amour et d'adoration voués au Christ.
L'extension de cette dévotion dans l'Église catholique à partir du XVIIe siècle vient de révélations privées d'une visitandine de Paray-le-Monial, sainte Marguerite-Marie Alacoque, puis, à partir du XIXe siècle, d'une autre religieuse catholique, Marie du Divin Cœur, qui a demandé à Léon XIII de consacrer le monde entier au Sacré-Cœur de Jésus.
Le Sacré-Cœur est souvent représenté, dans l'art chrétien, sous la forme d'un cœur enflammé brillant d'une lumière divine, ensanglanté après avoir été percé par la lance d'un soldat romain, entouré d'une couronne d'épines et surmonté d'une petite croix. Parfois, le cœur est centré sur le corps du Christ, avec ses mains transpercées dirigées vers lui. Les blessures et la couronne d'épines font allusion aux conditions de la mort de Jésus-Christ, alors que le feu symbolise le pouvoir transformateur de l'amour.

## Histoire

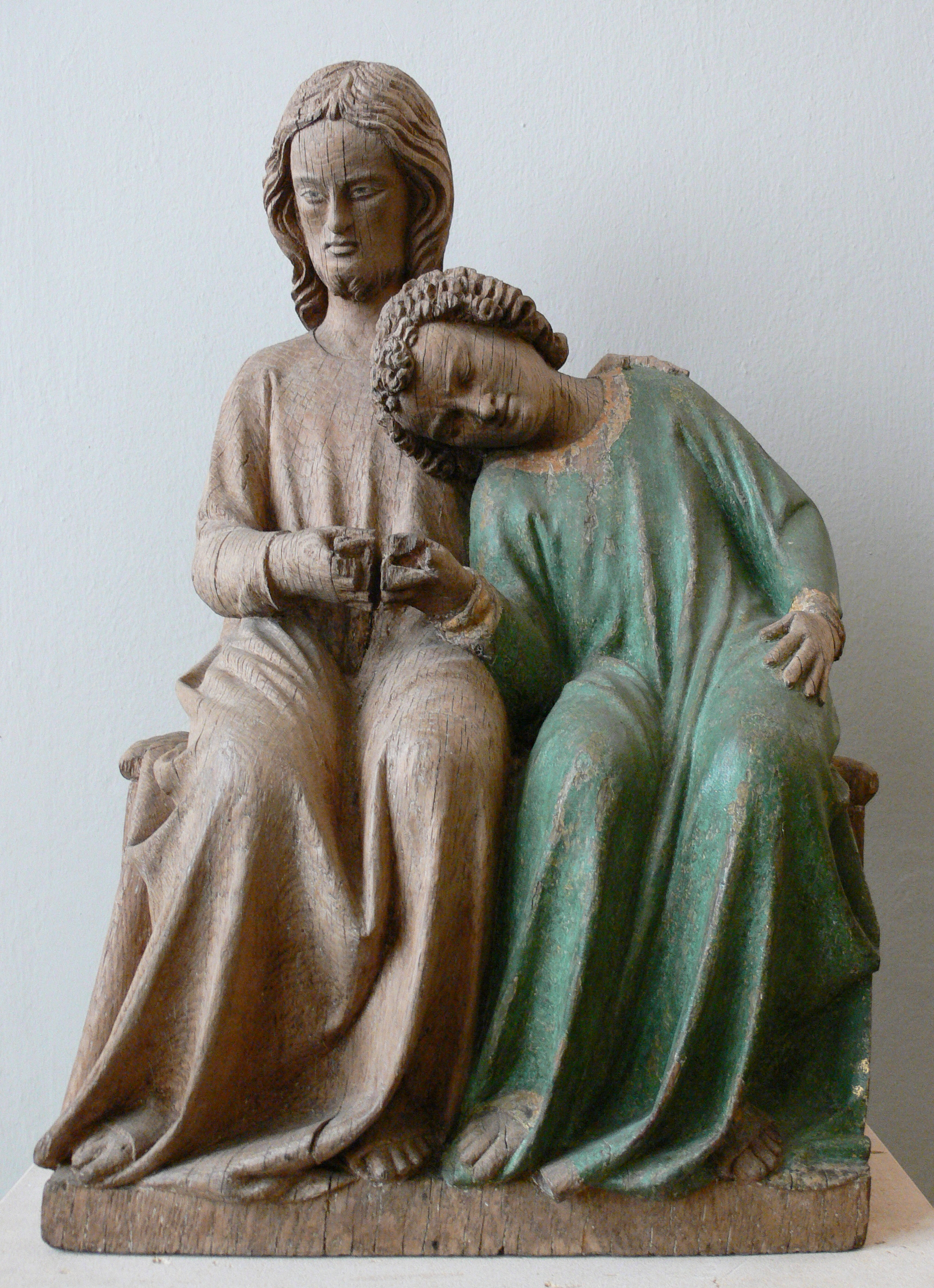
L'apôtre Jean reposant son visage sur le Cœur de Jésus, sculpture en bois de chêne, Souabe - lac de Constance, début XIVe siècle.

### Origine évangélique
La tradition du Sacré-Cœur trouve son origine textuelle avec l'apôtre Jean qui a reposé sa tête sur le cœur de Jésus durant la Cène (Évangile selon Jean 13,23), et qui a vu son cœur transpercé lors de la Passion (Jn 19,34-37),. Par la suite, de nombreux saints en ont parlé, tels Catherine de Sienne ou encore François de Sales.

### Moyen Âge

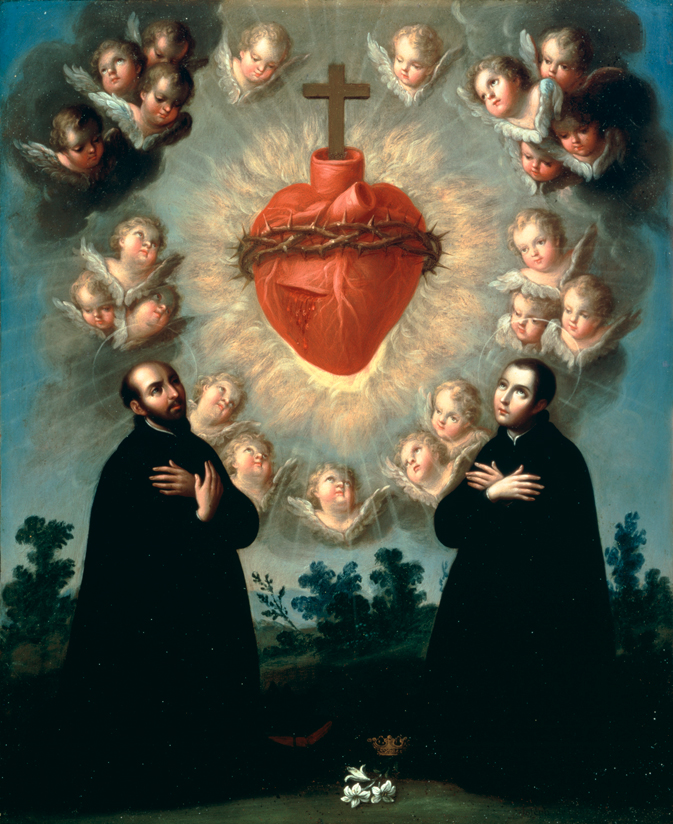
Les saints Ignace de Loyola et Louis de Gonzague en adoration devant le Sacré-Cœur, José de Páez (v. 1770), Mexique.

Si pendant les dix premiers siècles du christianisme, rien n'indique qu'un culte ait été rendu au Sacré-Cœur de Jésus, les premières indications d'une telle dévotion se trouvent à partir du XIe siècle dans les monastères bénédictins et cisterciens.
Le renouveau de la vie religieuse et l'activité de Bernard de Clairvaux au XIIe siècle, ainsi que l'enthousiasme des croisés revenant de Terre sainte, ont donné naissance à une dévotion à l'égard de la Passion de Jésus-Christ et notamment par des pratiques en l'honneur des « Plaies sacrées ». Bernard disait que la pénétration de la lance dans le côté du Christ révélait la charité de son cœur pour les hommes.
L'hymne la plus ancienne connue exprimant le Sacré-Cœur, Summi regis cor aveto, a été écrite par le bienheureux Arnulf de Louvain (mort en 1250) de Cologne en Allemagne. Un cycle de sept cantates fut composé par Dietrich Buxtehude, Membra Jesu nostri, déplorant chacune une des plaies du Christ.
À la même époque, certaines mystiques allemandes cisterciennes cultivent également la dévotion : Mathilde de Magdebourg (1212-1283), Mechtilde de Hackeborn (1241-1298) ou encore Gertrude de Helfta (1256-1302),.
Entre le XIIIe et le XVIe siècle, la dévotion au Sacré-Cœur de Jésus se répand sans s'établir officiellement. Elle est pratiquée par des particuliers et par différentes congrégations religieuses, comme les Franciscains, les Dominicains et les Chartreux. Chez les Franciscains, la dévotion au Sacré-Cœur a ses figures majeures : Bonaventure notamment par sa Vitis Mystica (Vigne mystique) et Jean de Fermo. Chez les dominicains, on peut citer Henri Suso (1295-1366).

### XVIIesiècle
Au XVIIe siècle, Jean Eudes (1601-1680) mit en place les éléments d'un culte dédié au Cœur immaculé de la Vierge Marie, puis au Sacré-Cœur de Jésus, en les unissant ensemble à partir de 1634. Approuvé par plusieurs évêques en 1672, il célébra une fête du Sacré-Cœur pour la première fois le 20 octobre 1672 au sein de sa Congrégation de Jésus et Marie,.
L'Église catholique se trouva confortée dans l'instauration de ce culte à la suite des apparitions que Marguerite-Marie Alacoque (plus tard proclamée sainte) dit avoir reçues de Jésus entre 1673 et 1675 à Paray-le-Monial. Les révélations que reçut Marguerite-Marie furent à l'origine de plusieurs dévotions dont notamment celle de l'image du Sacré-Cœur : « Et il me fit voir qu’il fallait honorer (le Cœur de Dieu) sous la figure de ce Cœur de chair, dont il voulait que l’image soit exposée et portée sur soi et sur le cœur, pour y imprimer son amour et le remplir de tous les dons dont il était plein et pour y détruire tous les mouvements déréglés. Et que partout où cette sainte image serait exposée pour y être honorée, il répandrait ses grâces et bénédictions »,. L'image qu'elle propage, entouré de rayons d'or et de flammes de feu, comporte au centre le mot « charitas » c'est-à-dire charité (dans le sens catholique de "amour"). Toujours d'après Alacoque, d'autres dévotions firent également l'objet d'une demande particulière de Jésus, comme l'institution de la fête du Sacré-Cœur qui deviendra plusieurs siècles plus tard une solennité : « C'est pour cela que je te demande que le premier vendredi d'après l'octave du saint Sacrement soit dédié à une fête particulière pour honorer mon Cœur, en communiant ce jour-là et en lui faisant réparation d'honneur par une amende honorable... »,. C'est à la suite de cette vision que saint Claude La Colombière se consacra au Sacré-Cœur le 21 juin 1675, faisant de lui la première personne s'y consacrant après Marguerite-Marie. Il aidera par la suite cette dernière à répandre le culte du Sacré-Cœur. Enfin, on peut également citer la dévotion des premiers vendredis, à laquelle est attachée la « grande promesse » accordée à ceux qui la pratiquent, ainsi que la pratique de l'Heure Sainte.
En 1689, Marguerite-Marie Alacoque affirme devoir délivrer quatre demandes particulières à l'intention de Louis XIV et du pouvoir temporel: 
- Une fête en l’honneur de son Sacré-Cœur ;
- Une basilique dédiée au Sacré-Cœur ;
- La consécration de la France au Sacré-Cœur ;
- Placer le Sacré-Cœur sur le drapeau français.

### XVIIIesiècle

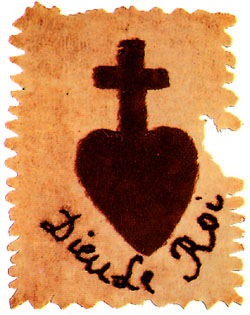
Sacré-Cœur vendéen.

Sœur Anne-Madeleine Rémusat (1696-1730) fut une propagatrice de la dévotion au Sacré-Cœur. Pour arrêter la peste à Marseille, Henri de Belsunce, évêque de Marseille, sous l'inspiration de cette religieuse, plaça la ville de Marseille et son diocèse sous la protection du Sacré-Cœur, lors d'une messe célébrée le 1er novembre 1720.

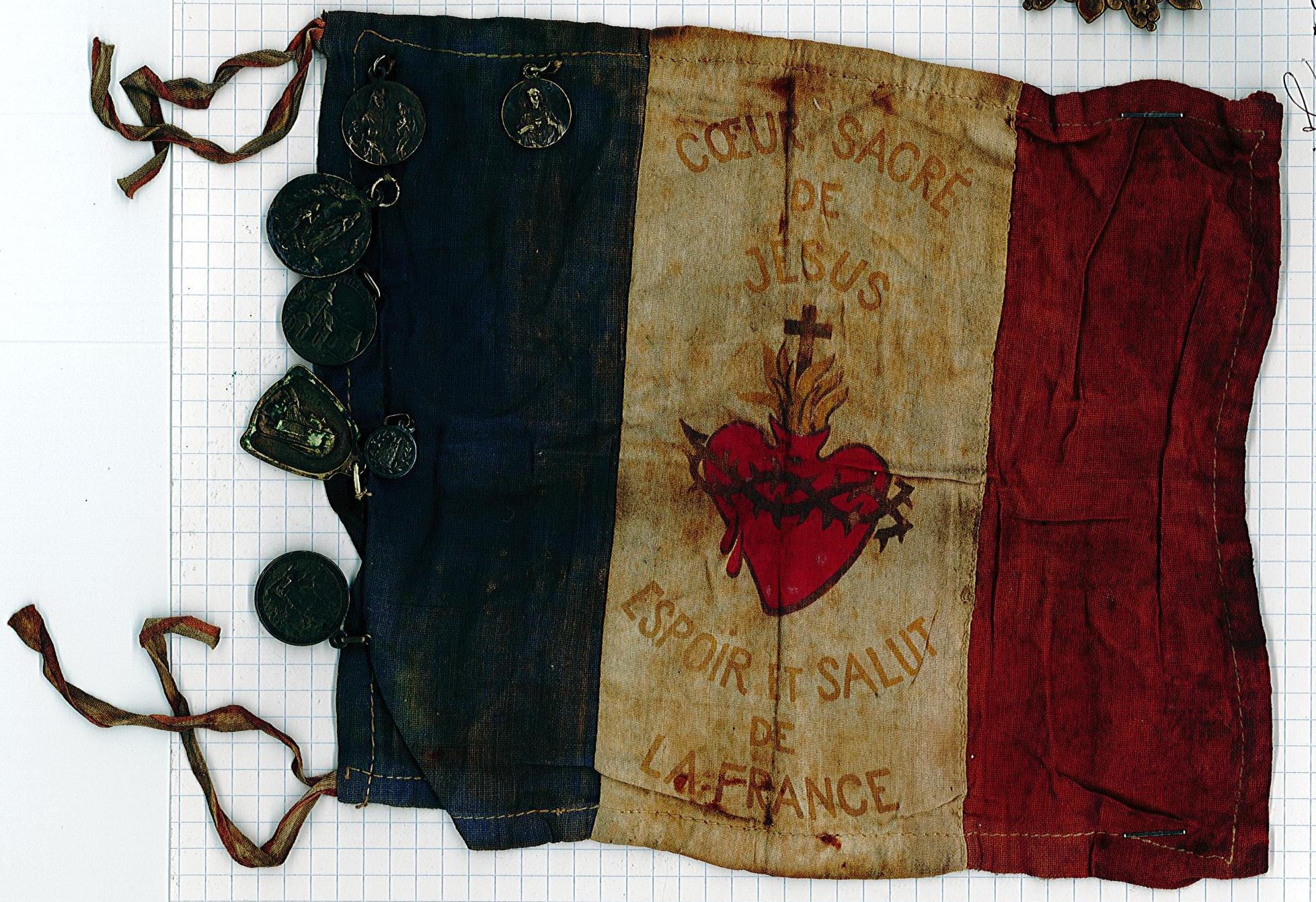
Drapeau orné de médailles pieuses que portait sur lui l'appelé Francis Frémond durant la Première Guerre mondiale.

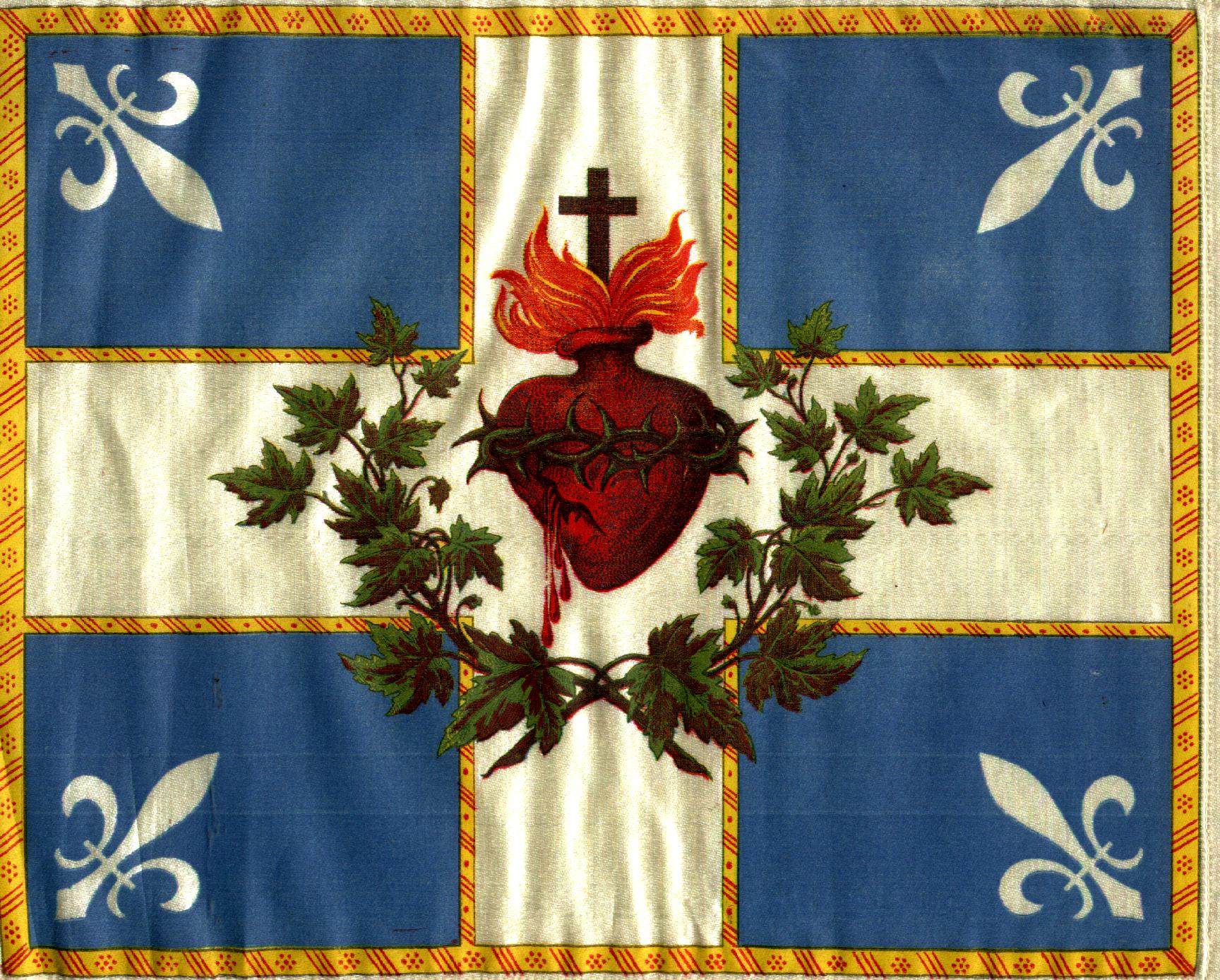
Le Sacré-Cœur au centre du drapeau de Carillon proposé par Jules-Paul Tardivel en 1902.

La reine Marie Leszczyńska, initiée à cette dévotion par la Visitation de Varsovie, obtient des évêques de France que la fête du Sacré-Cœur soit étendue à toute la France, ainsi que l'office, et propage ce culte à la cour et au sein de la famille royale. Son fils, le dauphin Louis Ferdinand, demanda un autel du Sacré-Cœur dans la chapelle du château de Versailles, ville d'une des premières confréries du Sacré-Cœur.
La solennité du Sacré-Cœur est instituée par le pape Clément XIII en 1765,.
En France, durant la guerre de Vendée, les membres de l'Armée catholique et royale de Vendée, opposée aux troupes républicaines envoyées par la Convention nationale, arborent régulièrement le Sacré-Cœur pour montrer leur foi, face à l'absence de références catholiques de la Première République,. En 1794, les Carmélites de Compiègne, dont les images du Sacré-Cœur sont prises pour de la propagande contre-révolutionnaire, sont condamnées à mort et exécutées à Paris. Cette même année, la dévotion au Sacré-Cœur apparait pour la première dans une bulle pontificale, Auctorem Fidei, par le pape Pie VI.

### XIXesiècle

#### Pie IX
En 1856, le pape Pie IX étend la fête du Sacré-Cœur à toute l'Église catholique,.
Le 19 août 1864, il béatifie Marguerite-Marie Alacoque, puis il bénit le projet d'édification de la basilique du Sacré-Cœur de Montmartre,.

#### Consécrations au Sacré-Cœur
La France a été consacrée le 29 juin 1873 par un groupe d'une cinquantaine de parlementaires lors d'un pèlerinage à Paray-le-Monial conduite par le député toulousain Gabriel de Belcastel.
Le 8 octobre 1873, par décret remis au président Gabriel García Moreno, l'Équateur fut le premier pays du monde consacré au Sacré-Cœur, accomplissant enfin ce que Dieu avait demandé à Marie-Madeleine un peu moins de deux mille ans auparavant, selon la vulgate chrétienne. Depuis le milieu du XIXe siècle, des groupes, des congrégations et même des États du monde entier se sont consacrés au Sacré-Cœur.
Le pape Léon XIII consacra par son encyclique Annum Sacrum (le 25 mai 1899), chaque être humain au Sacré-Cœur,. L'idée de cet acte, que Léon XIII surnomma le « grand acte » de son pontificat, lui avait été soumise par la bienheureuse Marie du Divin Cœur, comtesse Droste zu Vischering, une religieuse supérieure de la Congrégation du Bon Pasteur de Porto, au Portugal, qui affirmait l'avoir surnaturellement reçue du Christ lui-même.

#### Basilique du Sacré-Cœur de Montmartre
La basilique du Sacré-Cœur de Montmartre est dite Vœu national. Elle est déclarée d'utilité publique par une loi votée le 24 juillet 1873 par l'Assemblée nationale de 1871. Le 16 juin 1875, l'archevêque de Paris, le cardinal Guibert, pose la première pierre de la basilique, honorant après deux cents ans jour pour jour, la demande rapportée par Marguerite-Marie Alacoque, le 16 juin 1675,.

### XXesiècle
Au début du XXe siècle, Pie X afin de clore chaque messe quotidienne ajoute aux prières dites prières léonines, une invocation au Sacré-Cœur, le Cor Jesu Sacratissimum, invoquée trois fois.
En 1928, Pie XI confirme l'attachement de l'Église à cette dévotion par l'encyclique Miserentissimus Redemptor. Il y précise la tradition catholique associant le Sacré-Cœur aux actes de réparation dédiés au Christ : « L'esprit d'expiation ou de réparation a toujours tenu le premier et principal rôle dans le culte rendu au Sacré-Cœur de Jésus ».
Le 29 janvier 1929, Pie XI officialise la composition d'une nouvelle messe et d'un nouvel office liturgique du Sacré-Cœur. La fête du Sacré-Cœur est établie comme solennité et dès lors célébrée le troisième dimanche après la Pentecôte, afin de « compenser à l'égard de l'amour incréé, l'indifférence, l'oubli, les offenses, les outrages qu'il subit ».
Pie XII publie à son tour une encyclique sur ce thème en 1956, Haurietis aquas, y définissant le mystère du cœur de Jésus comme le mystère de l'amour miséricordieux du Christ et de la Trinité tout entière, Père, Fils et Saint-Esprit, envers l'humanité.
Jean-Paul II visite le site de Paray-le-Monial en 1986.
Benoît XVI consacra la jeunesse du monde entier au Sacré-Cœur au cours des Journées mondiales de la jeunesse à Madrid.

### XXIesiècle
Le 24 octobre 2024, François publie une encyclique sur le Sacré-Cœur, Dilexit nos, avec pour thème principal l'amour humain et divin du cœur de Jésus-Christ,.

## Dévotion

### Message spirituel
Dans le Directoire sur la piété populaire et la liturgie, publié le 9 avril 2002, la Congrégation pour le culte divin rappelle le sens du culte rendu au cœur de Jésus : « L'expression « Cœur de Jésus », entendue dans le sens contenu dans la divine Écriture, désigne le mystère même du Christ, c'est-à-dire la totalité de son être, ou le centre intime et essentiel de sa personne : Fils de Dieu, sagesse incréée ; Amour infini, principe du salut et de sanctification pour toute l'humanité. Le « Cœur du Christ » s'identifie au Christ lui-même, Verbe incarné et rédempteur (…) ».

### Formes et pratiques de la dévotion au Sacré-Cœur
- Le mois de juin est consacré au Sacré-Cœur, mois pendant lequel a lieu la fête du Sacré-Cœur, une solennité célébrée dans toute l'Église catholique 19 jours après le dimanche de Pentecôte, soit un vendredi.
- La dévotion des premiers vendredis est une dévotion visant à honorer le Sacré-Cœur et à offrir des réparations pour les offenses au Saint-Sacrement en communiant neuf premiers vendredis du mois. Elle est issue des révélations rapportées par sainte Marguerite-Marie Alacoque et a été approuvée par l'Église catholique.
- L'Heure Sainte est un exercice de méditation et de prière d'une heure lié à l'agonie de Jésus au jardin de Gethsémani découlant d'une pratique personnelle de sainte Marguerite-Marie Alacoque. L'Heure Sainte est de nos jours également pratiquée durant une heure d'adoration eucharistique et a été approuvée par l'Église catholique.
- L'acte de consécration au Sacré-Cœur de Jésus est à l'origine une prière de consécration personnelle au Sacré-Cœur de Jésus. Au fil du temps, ce sont des communautés, des régions, des pays et même tout le genre humain qui furent consacrés au Sacré-Cœur à travers différents actes de consécration.
- Les litanies du Sacré-Cœur sont une prière vocale litanique, généralement récitée en groupes, dédiées au Sacré-Cœur et appelant à sa miséricorde.
- Le scapulaire du Sacré-Cœur est un scapulaire approuvée par l'Église catholique qui est associé aux apparitions de Notre-Dame de Pellevoisin à Estelle Faguette en 1876 et à la dévotion au Sacré-Cœur.

### Saints et saintes liés au culte du Sacré-Cœur de Jésus

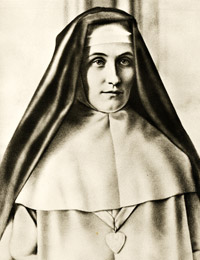
Marie du Divin Cœur (1863-1899) religieuse de la congrégation des Sœurs du Bon-Pasteur qui a demandé à Léon XIII de consacrer le monde entier au Sacré-Cœur de Jésus.

- sainte Lutgarde de Tongres (1182-1246)
- sainte Mechtilde de Magdebourg (1207-1283)
- sainte Mechtilde de Hackeborn (1241-1298)
- sainte Gertrude de Helfta (1256-1301)
- bienheureux Jan Van Ruysbroeck (1293-1381)
- saint François de Sales (1567-1622)
- vénérable Kasper Drużbicki (pl) (1590-1662)
- saint Jean Eudes (1601-1680)
- saint Claude La Colombière (1641-1682)
- sainte Marguerite-Marie Alacoque (1647-1690)
- saint Louis-Marie Grignion de Montfort (1673-1716)
- vénérable Anne-Madeleine Rémusat (1696-1730)
- sainte Madeleine-Sophie Barat (1779-1865)
- saint Michel Garicoïts (1797-1863)
- bienheureuse Marie de Jésus Deluil-Martiny (1841-1884)
- bienheureuse Marie de Jésus Crucifié (1846-1878)
- saint Charles de Foucauld (1858-1916)
- bienheureuse Marie du Divin Cœur Droste zü Vischering (1863-1899)
- bienheureuse Alexandrina de Balazar (30 mars 1904 - 13 octobre 1955)
- sainte Faustine Kowalska (1905-1938)

### Congrégations dévolues au Sacré-Cœur de Jésus

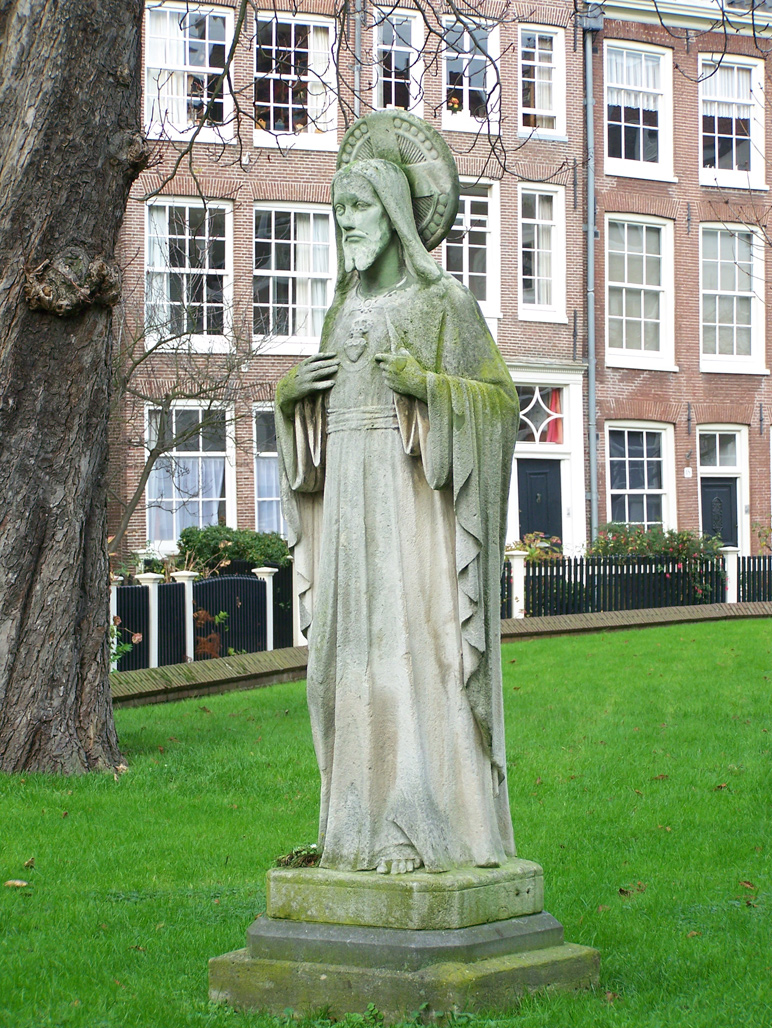
Sacré-Cœur de Jésus, Amsterdam.

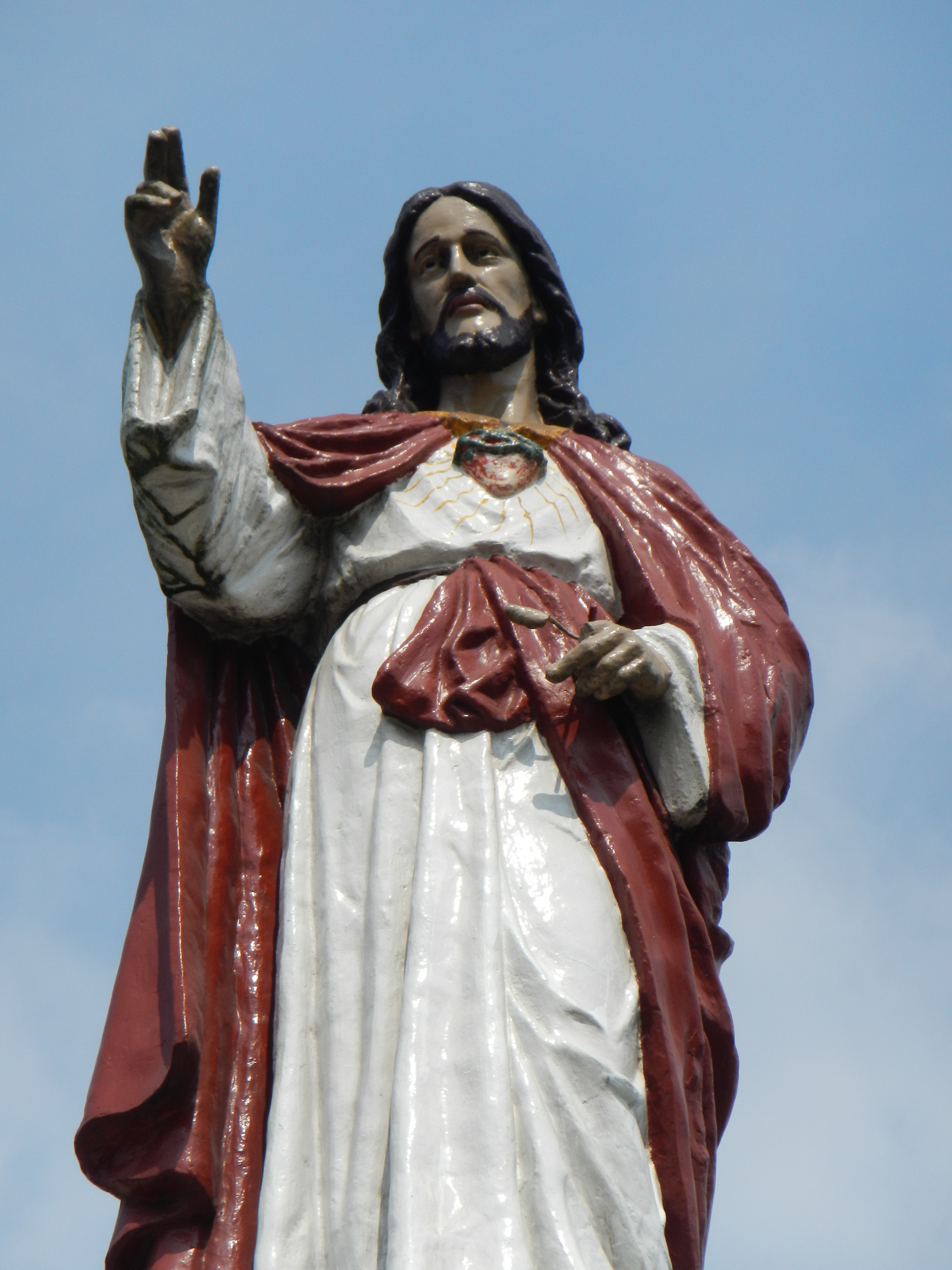
Le Sacré-Cœur de Jésus (San Pablo Cathedral) San Pablo, Philippines.

Au XIXe siècle, un très grand nombre de congrégations en lien avec la spiritualité du Sacré-Cœur de Jésus ont été fondées. Cette liste n'est donc pas exhaustive.
- Ancelles du Sacré-Cœur, fondée en Espagne en 1877 par sainte Raphaelle Porras y Ayllon
- Bénédictines du Sacré-Cœur de Montmartre, congrégation fondée en France en 1898 par Adèle Garnier ainsi que la branche britannique Adoratrices du Sacré-Cœur de Montmartre
- Congrégation du Sacré-Cœur de Jésus, fondée en France en 1852 par le père Joseph-Marie Timon-David
- Frères du Sacré-Cœur, congrégation fondée en France en 1821 par le père André Coindre et le vénérable frère Polycarpe (Jean-Hippolyte Gondre)
- Missionnaires comboniens du Cœur de Jésus, congrégation fondée en Italie en 1867 par saint Daniel Comboni
- Missionnaires du Sacré-Cœur de Jésus, congrégation fondée en France en 1854 par l'Abbé Jules Chevalier
- Pères et religieuses des Sacrés-Cœurs de Picpus, congrégation fondée en France en 1800 par l'abbé Coudrin et la mère Henriette Aymer de la Chevalerie
- Petites Servantes du Sacré-Cœur de Jésus pour les Malades pauvres, congrégation fondée en Italie en 1975 par sainte Anna Michelotti
- Petites Sœurs du Sacré-Cœur, congrégation fondée en France en 1933 et dont la spiritualité s'inspire de Charles de Foucauld
- Prêtres du Sacré-Cœur de Jésus, congrégation fondée en France en 1832 par saint Michel Garicoïts et par la sainte carmélite, Sœur Marie de Jésus Crucifié
- Religieuses du Sacré-Cœur de Jésus, congrégation fondée en France en 1800 par sainte Madeleine-Sophie Barat
- Servantes du Sacré-Cœur, congrégation fondée en Italie en 1874 par sainte Catherine Volpicelli
- Société des Filles du Sacré Cœur, congrégation fondée en Belgique en 1873 par sainte Marie de Jésus Deluil-Martiny
- Société des prêtres du Sacré-cœur de Jésus, congrégation fondée en France en 1877 par le père Léon Dehon
- Sœurs de la Sainte-Famille du Sacré-Cœur, congrégation fondée en 1889
- Sœurs hospitalières du Sacré-Cœur de Jésus, congrégation fondée en Italie en 1881 par Benoît Menni, frère de Saint-Jean-de-Dieu
- Sœurs missionnaires du Sacré-Cœur, congrégation fondée en Italie en 1880 par sœur Françoise-Xavière Cabrini
- Union des Oblates du Cœur de Jésus, congrégation fondée en France en 1874 par sainte Louise-Thérèse de Montaignac de Chavance
- Ursulines du cœur de Jésus agonisant (ou Ursulines grises), congrégation fondée en Pologne en 1920 par sainte Ursule Ledóchowska

### Représentations et lieux de culte dans la piété populaire

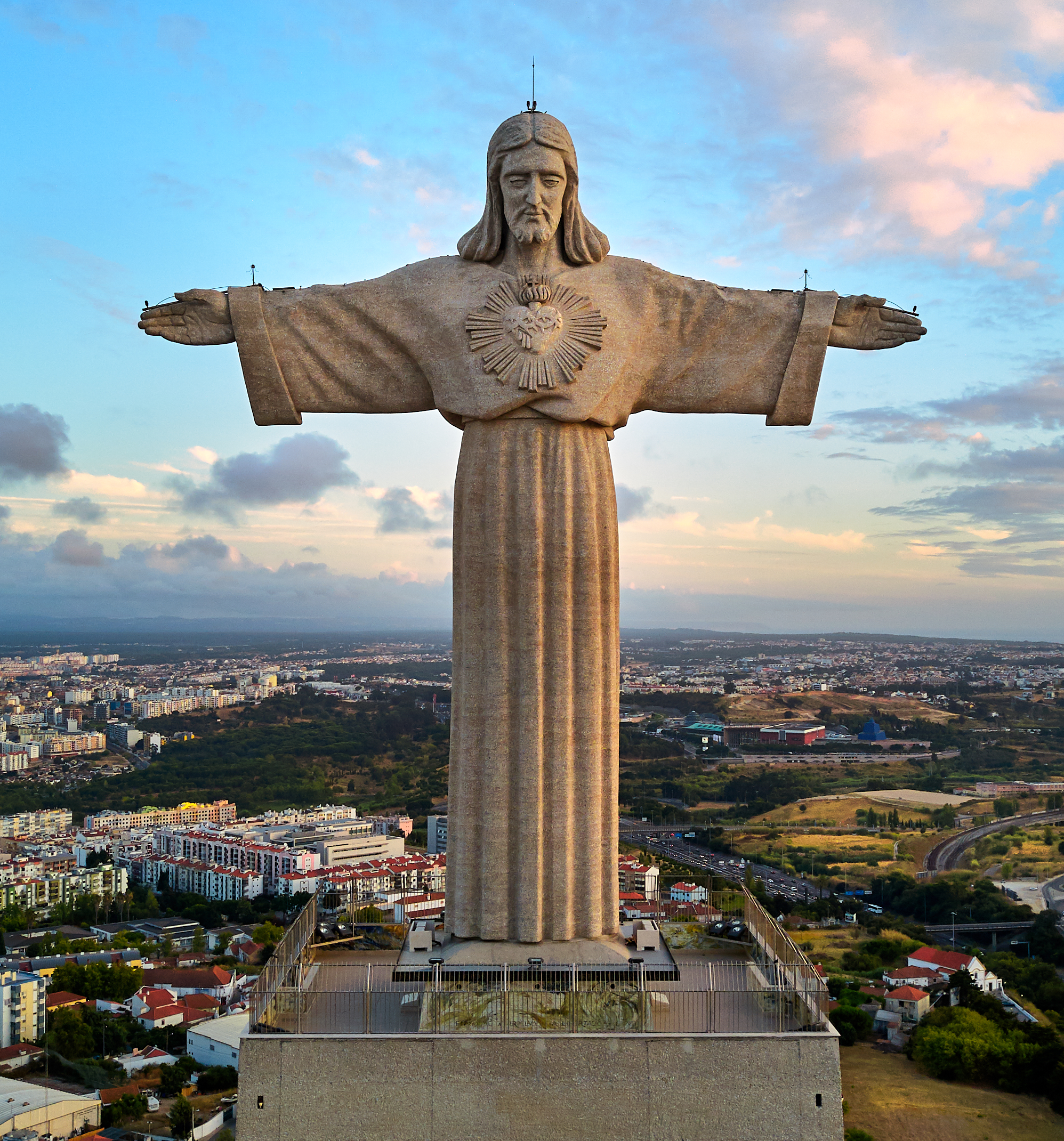
Sanctuaire du Christ Roi, Portugal.

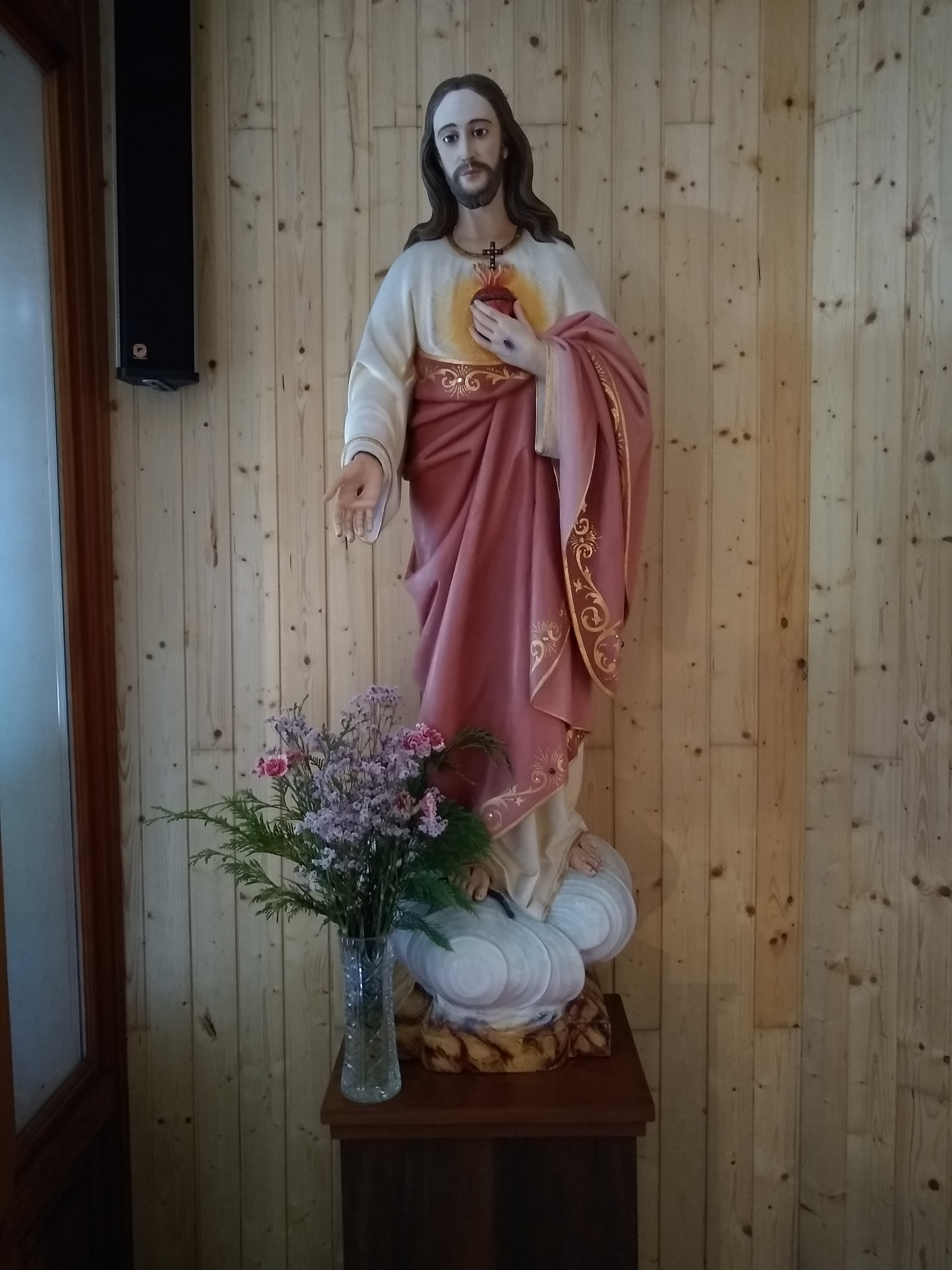
Statue du Sacré-Cœur de Jésus dévouée au sanctuaire des Apparitions à Pontevedra, Espagne.

Le Sanctuaire du Christ Roi est un grand monument religieux en Almada, Portugal, dédié au Sacré-Cœur de Jésus où existe une chapelle avec des reliques de sainte Marguerite-Marie Alacoque, de saint Jean Eudes, de sainte Faustine Kowalska et de la bienheureuse Marie du Divin Cœur.

#### Allemagne
- Église du Sacré-Cœur à Munich, en Bavière.

#### Belgique
- Basilique du Sacré-Cœur de Bruxelles ou basilique de Koekelberg.

#### Canada
- Église du Sacré-Cœur de Jésus de Montréal, Québec
- Sanctuaire du Sacré-Cœur de Montréal, Québec
- Église du Sacré-Cœur de Gatineau (Hull), Québec
- Église du Sacré-Cœur de Longueuil, Québec
- Église du Sacré-Cœur de Chicoutimi, Québec
- Église du Sacré-Cœur de Stanstead, Québec
- Sanctuaire du Sacré-Cœur de Beauvoir, Sherbrooke, Québec

#### États-Unis
- Basilique du Sacré-Cœur (Basilica of the Sacred Heart), sise en l'université Notre-Dame, à South Bend, dans l'Indiana
- Basilique-cathédrale du Sacré-Cœur (Cathedral Basilica of the Sacred Heart), à Newark (New Jersey), dans le New Jersey

#### France
- Basilique du Sacré-Cœur de Montmartre, à Paris
- Basilique du Sacré-Cœur de Marseille
- Basilique de Paray-le-Monial
- Basilique du Sacré-Cœur de Bourg-en-Bresse
- Basilique du Sacré-Cœur de Nancy
- Basilique du Sacré-Cœur de Lutterbach
- Église du sacré-Cœur à Castellane
- Église du Sacré-Cœur en Saint-Germain-du-Crioult
- Église du Sacré-Cœur en Menton
- Église du Sacré-Cœur de Cholet
- Eglise du Sacré-Cœur d'Agen
- Eglise du Sacré-Cœur de Sète
- Paroisse du Sacré-Cœur de Colombes
- Chapelle du Sacré-Cœur à Berné
- Sanctuaire diocésain Sacré-Cœur de Dijon
- Basilique du Sacré-Cœur de Grenoble
- Église du Sacré-Cœur d'Audincourt
- Église du Sacré-Cœur de Douarnenez
- Sanctuaire Notre-Dame de Pellevoisin
- Église du Sacré-Cœur d’Angoulême
- Cathédrale Notre-Dame-de-l'Assomption d'Ajaccio
- Église du Sacré-Cœur-de-Jésus de Villeneuve-d'Ascq
- Paroisse du Sacré-Coeur d'Avignon
- Paroisse du Sacré-Coeur de Toulon
- Eglise du Sacré-Coeur d'Antibes
- Ensemble paroissial Sacré-Coeur et Notre-Dame de Bellecombe à Lyon
- Eglise du Sacré-Coeur de Bourges
- Église du Sacré-Cœur de Bordeaux
- Eglise du Sacré-Coeur de Limoges
- Eglise du Sacré-Coeur-de-Jésus de Beynac
- Eglise du Sacré-Coeur du Prado à Cannes

 Chapelle Notre Dame du Sacré Coeur de "Les Îles" à Lavaudieu (43)
Église du Sacré-Coeur de Lourdes

#### Inde
- Basilique du Sacré-Cœur de Pondichéry

#### Liban
- Église du Sacré-Cœur dans le quartier de Badaro à Beyrouth

#### Ouzbékistan
- Église du Sacré-Cœur de Tachkent[37]

#### Portugal
- Basilique du Sacré-Cœur (de l'Étoile) à Lisbonne
- Église-Sanctuaire du Sacré-Cœur de Jésus à Ermesinde
- Sanctuaire du Christ Roi en Almada

#### Russie
- Église du Sacré-Cœur de Saint-Pétersbourg[38]
- Église du Sacré-Cœur de Samara.

#### Suisse
- Église du Sacré-Cœur de Genève

#### Thaïlande
- Cathédrale du Sacré-Cœur en Chiang Maï

#### Togo
- Eglise du Sacré-Cœur de Dzodzekondzi

## Images

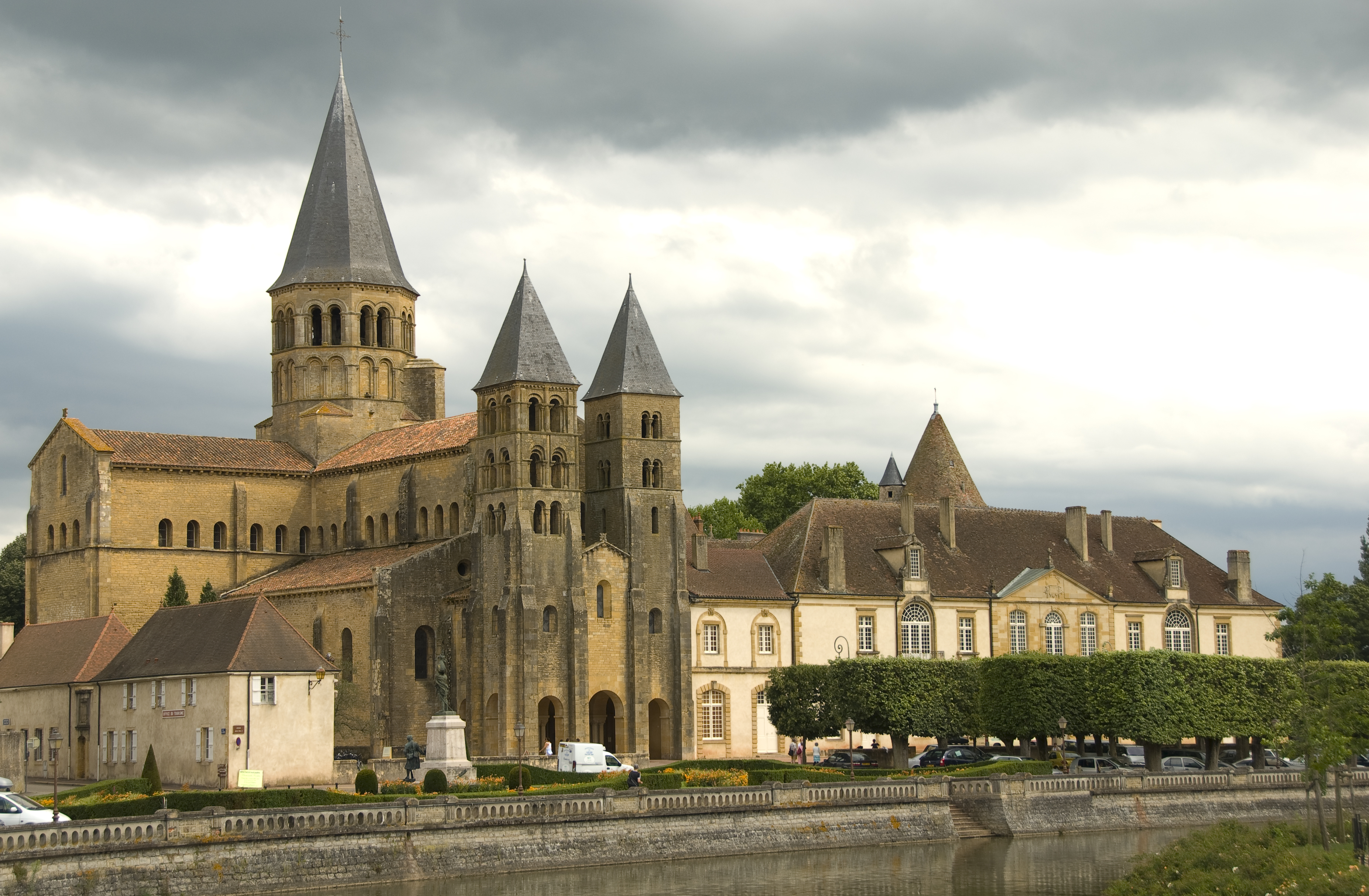
Basilique du Sacré-Cœur de Paray-le-Monial.
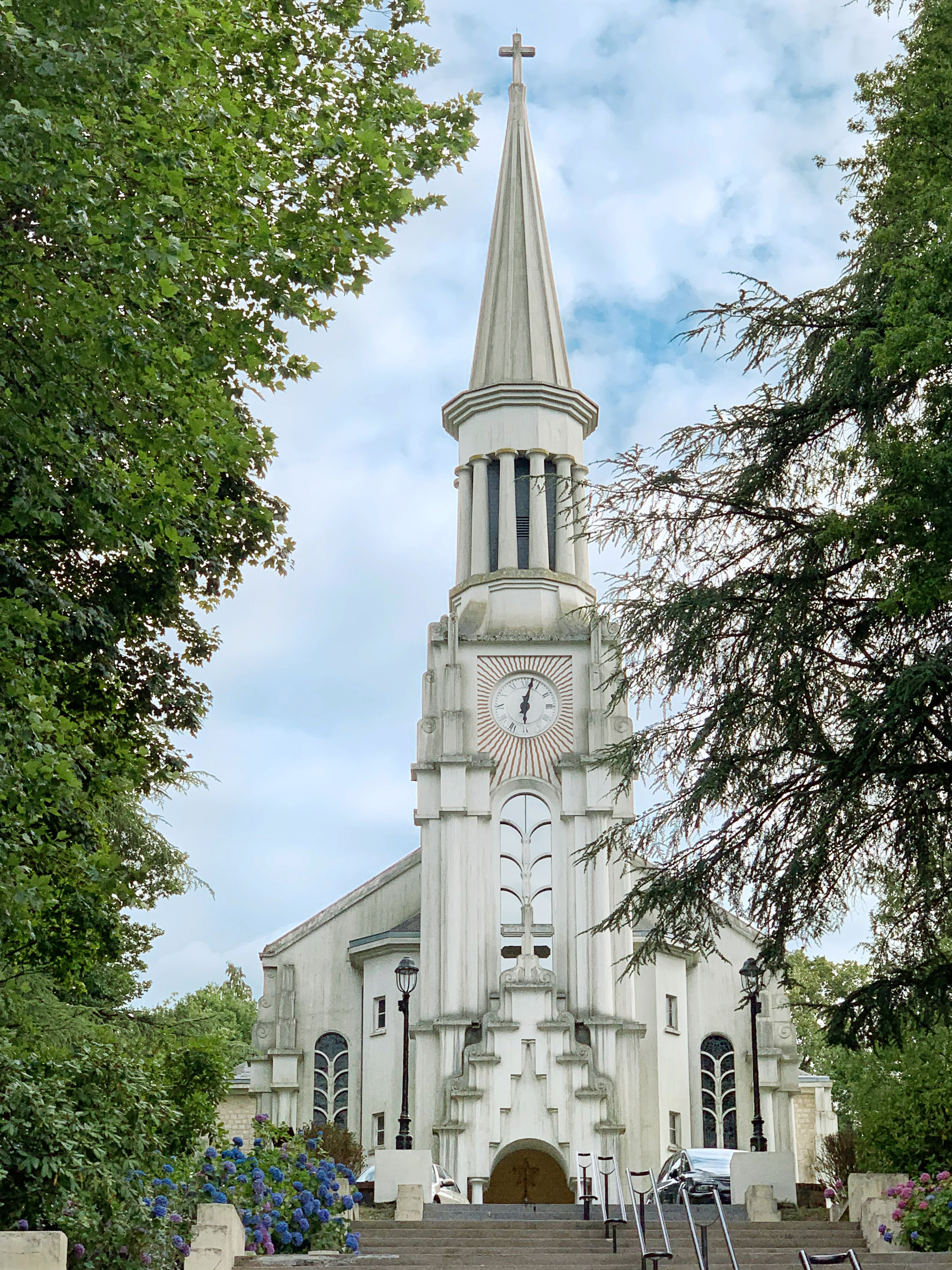
Église du Sacré-Cœur à Bagnoles-de-l’Orne.
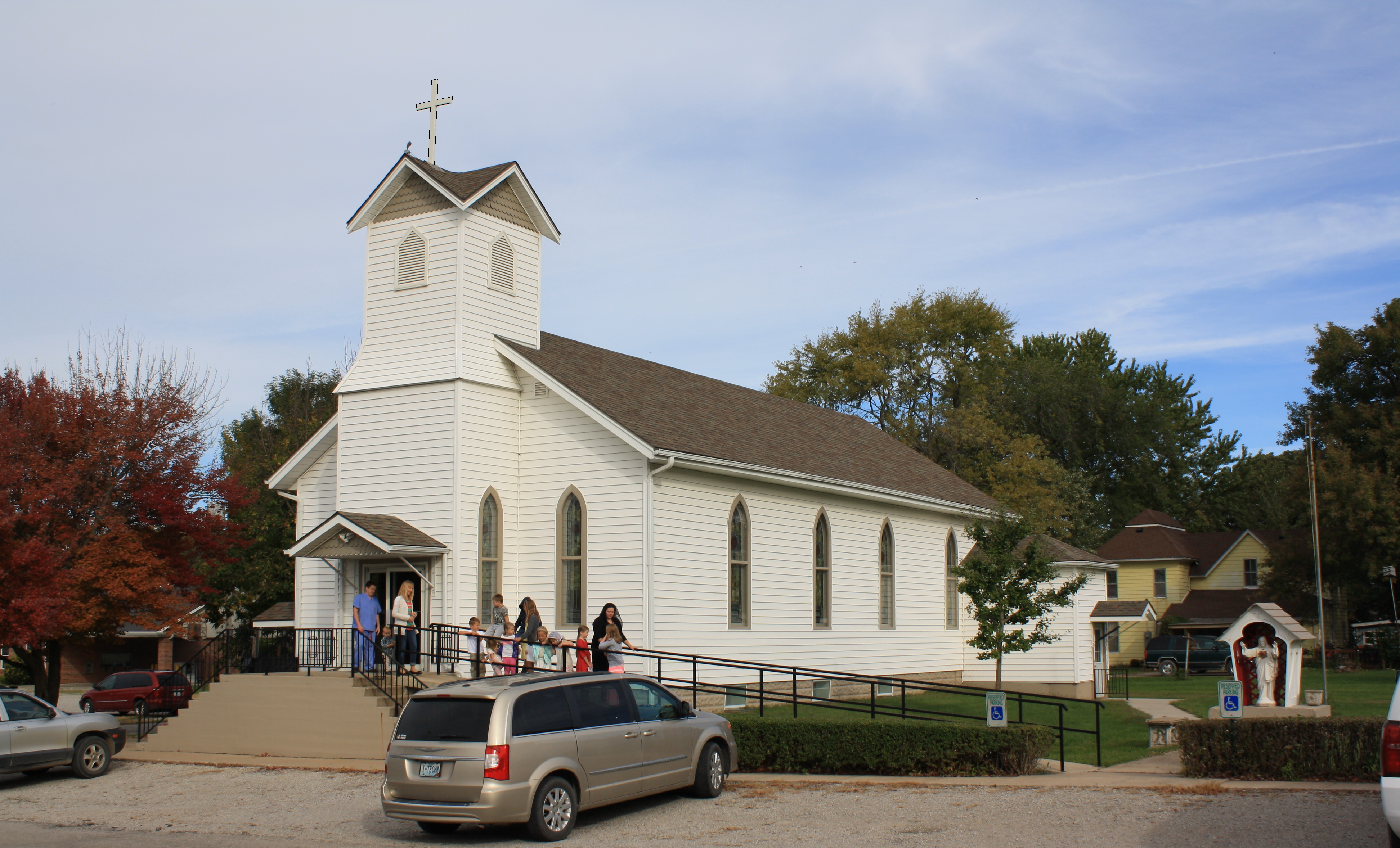
Église du Sacré-Cœur à Hamilton aux États-Unis.
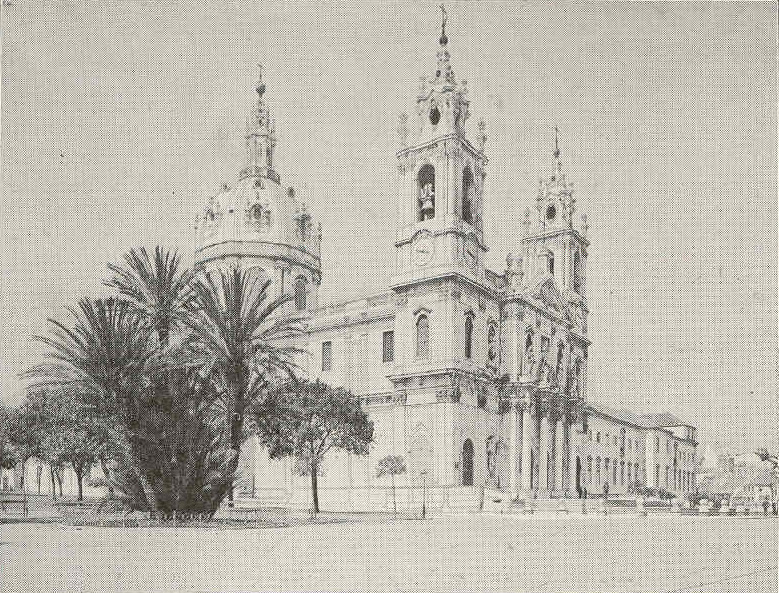
Basilique de Estrela à Lisbonne, première église consacrée au Sacré-Cœur.
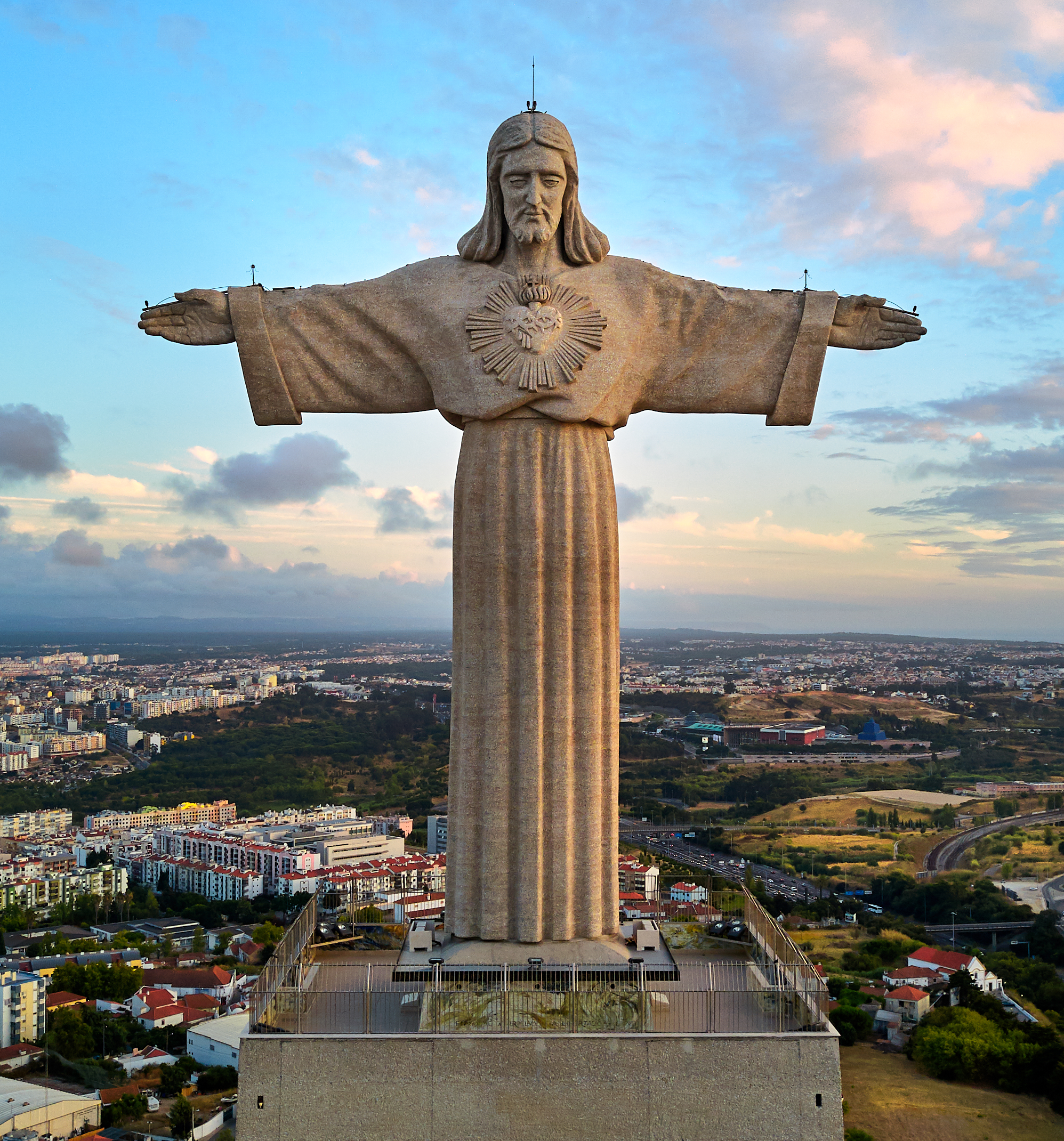
Le sanctuaire du Christ-Roi a Almada est un monument dédié au Sacré-Cœur.
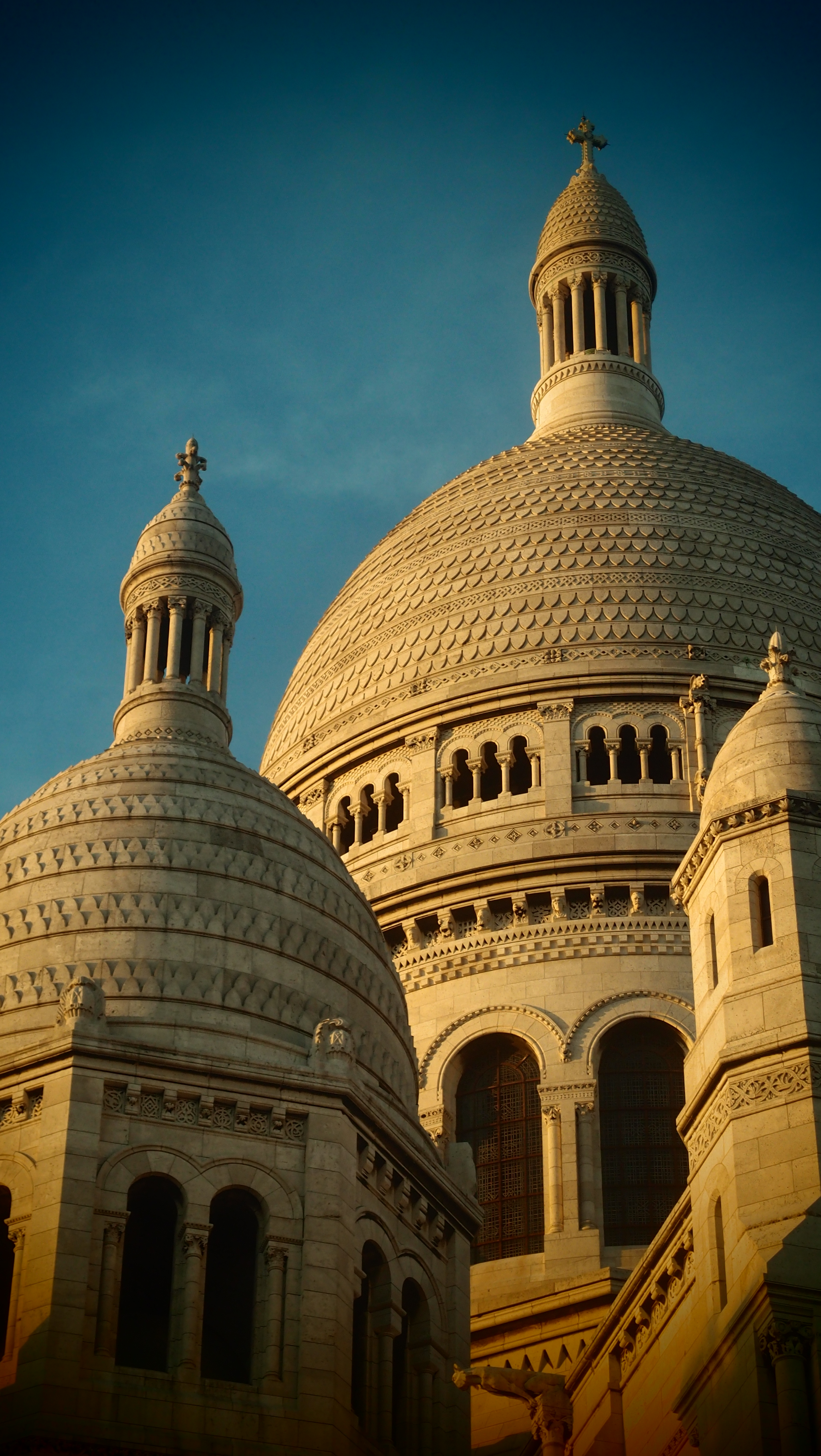
Basilique du Sacré-Cœur de Montmartre.
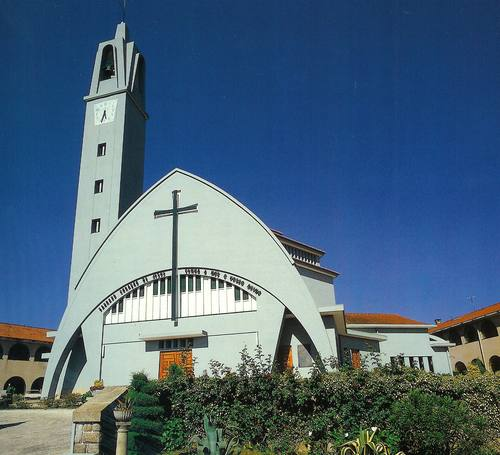
Église du Sacré-Cœur de Jésus à Ermesinde au Portugal.